# Entonaema
Entonaema is een geslacht van schimmels behorend tot de familie Hypoxylaceae. De typesoort is Euepixylon udum.

## Soorten
Volgens Index Fungorum telt het geslacht zes soorten (peildatum december 2022):
| Soortnaam              | Auteur(s)                 | Publicatiejaar |
| ---------------------- | ------------------------- | -------------- |
| Entonaema cinnabarinum | (Cooke & Massee) Lloyd    | 1923           |
| Entonaema dengii       | J.D. Rogers               | 1981           |
| Entonaema globosum     | R. Heim                   | 1960           |
| Entonaema liquescens   | Möller                    | 1901           |
| Entonaema moluccanum   | J.D. Rogers               | 1981           |
| Entonaema siamensis    | Sihan., Thienh. & Whalley | 1998           |